# 프로시마 뮤직
(주)프로시마뮤직엔터테인먼트(Prossima Music Entertainment Co.,LTD)는 한국 안팎의 음악저작권관리, 음원 유통, 음반 발매등을하는 종합적인 엔터테인먼트 회사이다.
한류 콘텐츠의 주요 시장인 일본에서 메이저 음반사 킹레코드(King Record)와 그 레이블의 저작권을 담당하고 있는 세븐시즈 뮤직(Sevenseas Music)이 파트너로 있으며, 유럽, 미주, 아시아, 중국등의 관련회사와도 파트너십을 구축하고 있다.
음악 저작권 관리뿐 아니라 음반, 음원 수출, 해외 공연, 아티스트의 해외진출 등 뮤직 비즈니스 전반에 걸친 프로모션 또한 진행하고 있다.

## 주요사업
- 퍼블리싱(Publishing) : 한국 외 음악 저작권관리
- 음반발매(manufacturing physical records) : 기획 및 제작
- 음원유통(Distribution) : 온라인 및 오프라인 음원의 유통
- 라이센싱(Licensing) : 해외음반 라이센싱
- 프로모션(Promotion) : 관리 악곡에 대한 다양한 프로모션